# بیوفیدبک
بیوفیدبک (به انگلیسی: Biofeedback) یا زیبازخورد فن داده‌برداری از کارکرد اندام‌های بدن و نمایاندن آن به بیمار جهت مهار ارادی آن اندام است. انسان‌ها زیبازخورد را به‌طور طبیعی در تمام زمان‌ها، در سطوح مختلف هوشیاری و اراده انجام می‌دهند. حلقه زیبازخورد را می‌توان به عنوان خودتنظیمی نیز در نظر گرفت. برخی از حوزه‌هایی که در این مقام مورد بحث دارند عبارتند از نوار مغزی، تونوس ماهیچه‌ای، هدایت پوست، میزان تپش قلب و درک درد.
زیبازخورد ممکن است برای بهبود سلامت، عملکرد و تغییرات کاراندام‌شناختی که اغلب همراه با تغییرات در افکار، احساسات و رفتار اتفاق می‌افتد استفاده شود. اخیراً، فناوری‌ها با زیبازخورد عمدی کمک کرده‌اند. در نهایت، این تغییرات ممکن است بدون استفاده از تجهیزات اضافی حفظ شوند، زیرا برای تمرین زیبازخورد لزوماً به هیچ تجهیزاتی نیاز نیست.

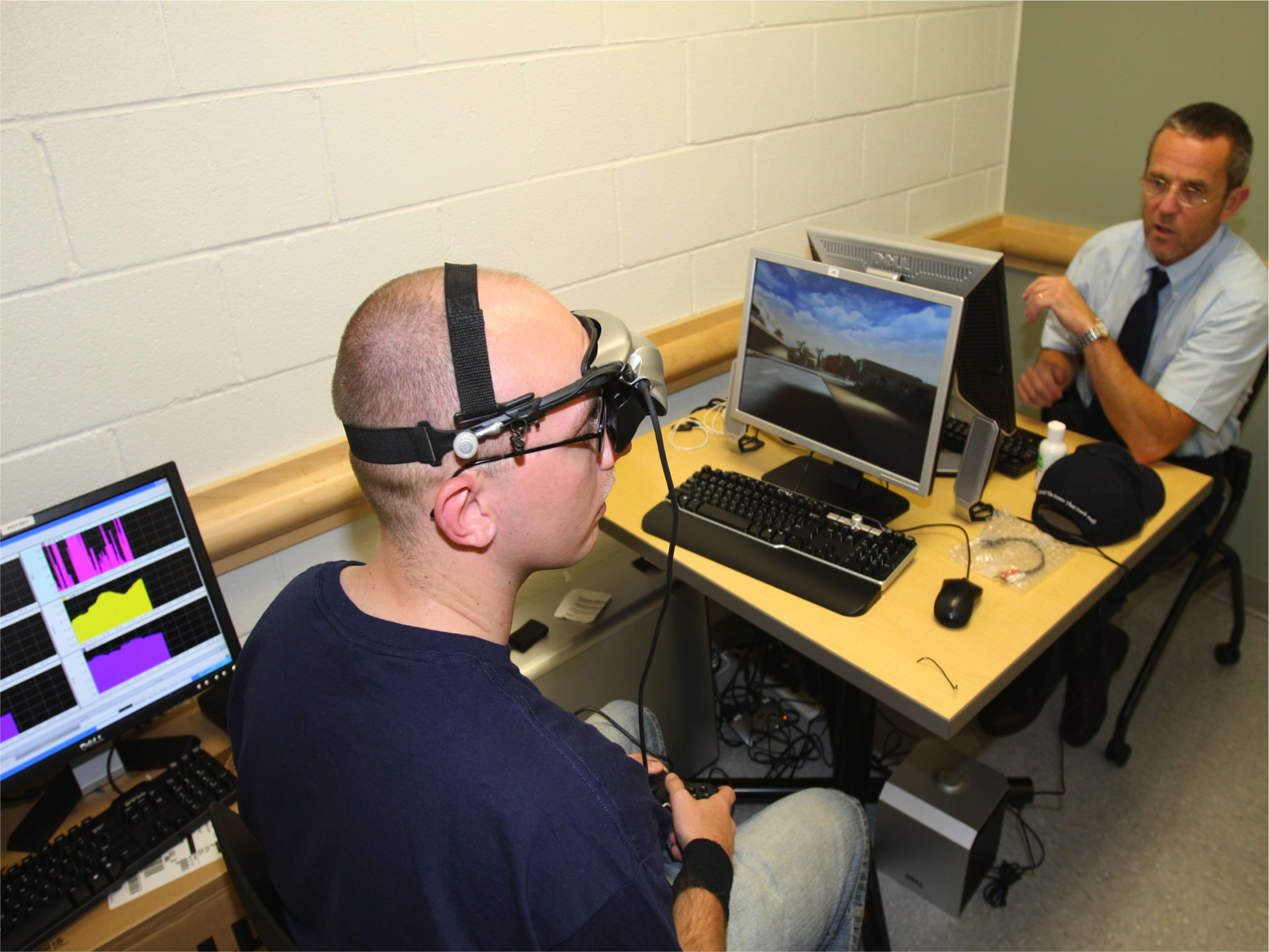
کاربرد دستگاه زیبازخورد برای درمان اختلال اضطراب پس از سانحه

بیوفیدبک شیوه‌ای تکمیل‌کننده و جایگزین برای دارو درمانی است که در آن بیمار می‌آموزد که چگونه عملکردهای بدن از جمله ضربان قلب را با کمک ذهن، کنترل کند.
در بیوفیدبک بیمار به حسگرهای الکتریکی وصل می‌شود که به او کمک می‌کند اطلاعاتی دربارهٔ بدن خود را دریافت و اندازه‌گیری نماید،
حسگرهای بیوفیدبک به بیمار می‌آموزد که چگونه تغییرات ظریف و ماهرانه‌ای در بدن خود، مثلاً آرام کردن برخی ماهیچه‌ها را به تدریج انجام دهد تا به آنچه می‌خواهد، برای مثال کاهش تنش، برسد.
در اصل بیوفیدبک وضعیت سلامت و عملکرد فیزیکی، به فرد قدرت استفاده از افکار برای کنترل بدن را می‌دهد.
بیوفیدبک اغلب به عنوان یک شیوه آرمیدگی بکار می‌رود.

## تاریخچه
نیل ای. میلر، روان‌شناس و دانشمند علوم عصبی که در اواسط قرن بیستم در دانشگاه ییل (Yale) کار می‌کرد، به عنوان پدر بیوفیدبک مدرن شناخته می‌شود. او در جریان یک اتفاق هنگام انجام آزمایش‌های خود روی موش‌های صحرایی دربارهٔ شرطی‌سازی کلاسیک، موفق به کشف اصول اولیه بیوفیدبک شد. او و تیمش فهمیدند که با تحریک مرکز لذت در مغز یک موش فلج به وسیله الکتریسیته، امکان این وجود دارد که بتوان آن‌ها را برای کنترل آثار متفاوتی از جمله ضربان قلب، فشار خون، دمای بدن و… آموزش داد. تا آن زمان متخصصان اعتقاد داشتند که فرایندهای فیزیولوژیک (مانند ضربان قلب) منحصراً در کنترل دستگاه عصبی خودمختار می‌باشند.
المرگرین (Elmer Green) بعضی تحقیقات ریشه‌ای روی محدوده خودتنظیمی (self Regulation) انسان در فرایندهایی که به‌طور طبیعی با ذهن ناهشیار کنترل می‌شوند انجام داد و این تکنیک‌ها را با موفقیت در درمان سردردهای میگرنی و فشارخون بالا به کار برد.

## چه اختلال‌هایی توسط بیوفیدبک بهبود می‌یابند؟
اختلالات روان تنی، اختلالات اضطرابی و اختلالات نورولوژیک، بیماری‌هایی هستند که توسط بیوفیدبک هدف قرار می‌گیرند. بیوفیدبک در اختلال‌های روان تنی نظیر فشارخون بالا، سندرم روده تحریک پذیر باعث بهبودی علایم بیماران شده‌است. EEG بیوفیدبک (نوروفیدبک) نیز در اختلال نقص توجه و بیش فعالی و اختلالات اضطرابی مؤثر است. بیوفیدبک در طیف وسیعی از اختلالات کاربرد دارد ولی در اختلال‌های ذکر شده کاربرد بیشتری دارد. در ادامه به کاربردهای بیشتری از بیوفیدبک در زمینه‌های مختلف می‌پردازیم.
- درمان بیماری‌های روان تنی با بیوفیدبک

اختلالات روان تنی به بیماری‌هایی گفته می‌شود که در آن‌ها شرایط روانشناختی همچون اضطراب، منشأ بیماری جسمی فرد است. اضطراب در سطح بهینه باعث افزایش عملکرد می‌شود و یک فرایند نرمال در حین خطر تلقی می‌گردد که باعث حفظ بقای ما می‌شود. در اختلالات اضطرابی، فرد دچار سطح بالا و نابهنجار اضطراب است که نه تنها باعث بهبود عملکرد نمی‌شود بلکه باعث اختلال در عملکرد وی می‌گردد. نگرانی مفرط باعث می‌شود که سیستم اعصاب خود مختار فرد دائماً فعال باشد و وی علائمی نظیر تپش قلب، تنفس سریع، گرفتگی عضلات و تعریق را تجربه کند. این فعالیت بیش از حد بدن باعث ضعف و خستگی، اختلال در توجه و تمرکز و مشکلات دیگر می‌شود. سیستم اعصاب خودمختار وظیفه آماده‌سازی بدن برای مقابله با خطر را به عهده دارد ولی در مراجعان اضطرابی هیچ‌گونه خطر خارجی وجود ندارد و مراجعان در پاسخ به فکر اضطراب زایی که دارند بدن خود را برای مدت زیادی برانگیخته نگه می‌دارند.
برانگیختگی بدن برای مدت طولانی، باعث آسیب به برخی از ارگان‌های درونی بدن نیز می‌شود و باعث اختلالات روان تنی همچون میگرن، سندرم روده تحریک پذیر و فشار خون بالا می‌شود. برای این اختلالات که در نتیجه عدم تعادل و بدکاری سیستم اعصاب خودمختار به وجود آمده‌اند، بهترین درمان برگرداندن سیستم اعصاب خودمختار به حالت متعادل خود است. تمامی درمان‌ها سعی بر بهنجارسازی عملکرد این سیستم دارند. در این زمینه درمان میگرن با بیوفیدبک و نیز دیگر اختلالات روان تنی، روش ایده‌آلی خواهد بود.
برای اینکه بتوانیم تغییراتی را با اراده خودمان در سیستم اعصاب خودمختارمان به وجود آوریم کار سختی پیش رو داریم. ما نیاز به راهی برای ورود به سیستم اعصاب خودمختار بدن خود داریم. یکی از راه‌هایی که از دانش باستان به ما رسیده‌است اثرگذاری بر روی سیستم اعصاب خودمختار از طریق سیستم تنفسی است. وقتی که ما در قالب خاصی تنفس می‌کنیم می‌توانیم بر روی عملکرد قلب مان اثر بگذاریم. از آنجا که قلب ما از طریق اعصاب مغزی کنترل می‌شود می‌توانیم به صورت معکوس بر روی نواحی مغزی مرتبط با اضطراب اثر بگذاریم. تنفس یک روش موفق در طی سال‌های متمادی بوده‌است و روانشناسان نیز در کلینیک‌های روان‌شناسی به مراجعان خود آن را آموزش می‌دهند. بیوفیدبک این امکان را فراهم می‌کند که ما با دقت، آموزش نحوه تنفس را برای فرد فراهم نماییم. انواع دیگر بیوفیدبک نیز هدف شان متعادل کردن سیستم اعصاب خودمختار است.
- درمان اضطراب با بیوفیدبک

در دانش آموزان نیز غلبه بر اضطراب امتحان باعث بهبود عملکرد تحصیلی می‌شود. برای مثال شاید افرادی را دیده باشید که در مدرسه جزء دانش آموزان زرنگ و باهوش بوده‌اند ولی در کنکور یک رتبه خیلی بد را به‌دست آورده‌اند. عملاً این افراد دچار اختلال اضطرابی نیستند چرا که در اکثر مواقع وضعیت خوبی دارند اما در زمان امتحان وضعیت شان مناسب نیست. عملاً اضطراب زیاد آن‌ها باعث می‌شود که عملکرد توجه یا حافظه‌شان مختل گردد و در نتیجه در امتحانات خود موفق نباشند. بیوفیدبک قادر است که به این دسته از دانش آموزان و دانشجویان که دچار اضطراب شدید امتحان هستند کمک کند.
- درمان اختلالات کف لگن با بیوفیدبک

درمان بی‌اختیاری ادرار با بیوفیدبک در حال حاضر شاخص‌ترین حوزه کاربرد آن است. شواهد علمی زیادی وجود دارد که EMG بیوفیدبک باعث بهبود اختلال بی‌اختیاری ادراری می‌شود. با استفاده از حسگرهای وصل شده بر روی پوست، شخص مبتلا به بی‌اختیاری ادرارقادر خواهد بود از شرایط عضلات خود اطلاع پیدا کند و با این آگاهی بتواند عضلات موردنظر را تحت کنترل خود درآورده و در جهت تقویت آن‌ها اقدام کند. همچنین در درمان واژینیموس با بیوفیدبک، بیمار می‌تواند عضلات منقبض را شناسایی کرده و آن‌ها را به حالت آرام و ریلکس درآورد.
- کاربرد بیوفیدبک در ورزش

یکی از کاربردهای قابل توجه بیوفیدبک استفاده از آن برای ارتقاء عملکرد ورزشکاران است. یکی از دغدغه‌های اصلی ورزشکاران داشتن عملکرد بهینه در زمان مسابقات است خیلی از ورزشکاران علی‌رغم اینکه در زمان رکوردگیری و آمادگی قبل از مسابقات عملکرد خوب و قابل قبول دارند اما در حین مسابقه نمی‌توانند وضعیت مطلوبی داشته باشند. همچنین برخی از ورزشکاران از طریق به‌کارگیری بیوفیدبک، بخشی را که باید عملکرد خوبی در حین مسابقات داشته باشد را تقویت می‌کنند. برای مثال اگر برای تیراندازی داشتن تمرکز بر روی یک هدف برای مدت زمان طولانی مهم است بیوفیدبک می‌تواند به ورزشکار کمک کند تا عملکرد خود را در این زمینه ارتقاء دهد. یکی از اصلی‌ترین آمادگی‌های قبل از هر مسابقه و در حین آن داشتن تمدد اعصاب و به حداقل رساندن اضطراب است. بیوفیدبک در هر دو مورد قابلیت ویژه‌ای دارد و می‌تواند به ورزشکاران کمک کند."